# 新城 (南投縣)
新城，是台灣南投縣魚池鄉的一個傳統地域名稱，位於該鄉中部偏北。相較於今日行政區，其範圍大致為新城村西南部。

## 歷史
台灣清治末期至日治初期，新城地區為一街庄，稱為「新城庄」，隸屬於五城堡。該庄北與大雁庄為鄰，東北一小段與鹿蒿庄為界，東與魚池庄為鄰，南邊為貓囒庄，西邊為山楂腳庄。
1901年（日治明治三十四年）11月，全台廢縣廳改設二十廳，該庄隸屬於南投廳。1903年（明治三十六年）6月，該庄編入「五城區」，隸屬於南投廳。1909年（明治四十二年）10月，合併二十廳為十二廳，五城區仍隸屬於南投廳。1920年（大正九年），全台地方制度大改正，廢十二廳改設五州二廳，該庄改制為「新城」大字，隸屬於臺中州新高郡魚池庄。
戰後魚池庄改制為魚池鄉，隸屬於臺中縣，大字亦改制為村。1950年10月，中、彰、投分治，魚池鄉改隸屬南投縣。

## 聚落
本地區發展較早的聚落有十一股、新城、頭股等，在日治期初期的官方地圖上已有記載。此外，本地區尚有股尾、水頭、頭股份仔、大坪等聚落。

## 交通
省道台21線是台中市東勢區天冷至南投縣信義鄉塔塔加的幹道，大致先以北北東—南南西走向由本地區北部邊界中央偏東地帶入境後，繞大彎轉西北微北—東南微南走向出境，經魚池市區西郊後再以東北東—西南西走向繞彎道轉北北東—南南西走向經過本地區南部邊界東側外緣。由該道路北段北側向北北東可前往埔里、國姓、新社等地；由南段南側向南南西可前往日月潭、水里東南部、信義、和社、塔塔加等地。
縣道131號（修正巷、通文巷）是埔里至水里的道路，大致以東南東—西北西走向由本地區東部邊界中央地帶入境後，轉西蜿蜒而行，其後轉西南再轉西北於本地區西部邊界中央地帶出境。由該道路向東南東與省道台21線共線一段路後獨行可前往魚池、大林、長寮南端、木屐囒西部、長寮東部邊界地帶、加道坑、珠子山東部邊界地帶、水頭、枇杷城、埔里等地；向西北繞大彎轉南再轉西南可前往山楂腳中南部、茅埔、社子並止於水里聚落西北側的省道台16線路口暨鄉道投54線終點路口。
鄉道投65線（香茶巷）是埔里至新城的道路，其南側端點位於新城聚落的省道台21線路口。由此向東轉北北東再轉東北蜿蜒而行，其後繞倒S形轉北出境後可前往鹿蒿、珠子山、生蕃空、埔里市區並止於縣道131號起點路口。

## 學校
- 新城國小